# Morobe

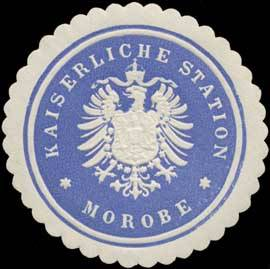
Siegelmarke Station Morobe aus der Kolonialzeit

Morobe ist ein kleines Küstendorf an der Morobe Bay im Süden der Provinz Morobe in Papua-Neuguinea.
Morobe wurde als deutsche Regierungsstation Adolfhafen, im Süden von Kaiser-Wilhelmsland (Deutsch-Neuguinea) gegründet. Die Station wurde am 1. April 1910 eröffnet und war dazu bestimmt, den Grenzverkehr mit dem Territorium Papua zu überwachen.
Von Morobe führten 1914 zwei Straßen landeinwärts, von Morobe über Mou nach Piowaria und von Majama über Garaina nach Ono.
Außer einigen Goldsuchern und Paradiesvogeljägern befanden sich bis zum Ende der deutschen Kolonialzeit keine europäischen Niederlassungen im Gebiet der Station.
Im Ersten Weltkrieg, am 11. Januar 1915, besetzten australische Truppen Morobe als letzte der deutschen Regierungsstationen. 1942, im Zweiten Weltkrieg, wurde der Ort von den kaiserlich japanischen Truppen erobert. Am 3. April 1943 befreite die US-Armee Morobe.
Morobe besitzt einen Flugplatz, den Morobe Airport (ICAO-Code: AYMB, IATA-Code: OBM).